# Havilandia
Havilandia är ett släkte av insekter. Havilandia ingår i familjen hornstritar.
Kladogram enligt Catalogue of Life:
| Havilandia | \| \| Havilandia hypsoproroides \| \| \| \| \| \| Havilandia pruinosa \| \| \| \| |
|            | \| \| Havilandia hypsoproroides \| \| \| \| \| \| Havilandia pruinosa \| \| \| \| |
|            | Havilandia hypsoproroides                                                         |
|            |                                                                                   |
|            | Havilandia pruinosa                                                               |
|            |                                                                                   |